# Rathite
La rathite (simbolo IMA: Rat) è un raro minerale del gruppo della sartorite appartentente alla famiglia dei "solfuri e solfosali" con composizione chimica Ag2Pb12-xTlx/2As18+x/2S40

## Etimologia e storia
La rathite è stata nominata in questo modo in onore di Gerhard vom Rath (1830-1888), professore di mineralogia dell'Università di Bonn, in Germania.

## Classificazione
Nella classica nona edizione della sistematica dei minerali di Strunz la rathite è elencata nella classe "2. Solfuri e solfosali" e nella sottoclasse "2.H Solfosali di archetipo SnS"; questa viene suddivisa a sua volta in base all'eventuale presenza di certi metalli nel composto, in modo tale da trovare la rathite nella sezione "2.HC Con solo Pb" dove forma il sistema nº 2.HC.05.d insieme a veenite, dufrénoysite e rathite IV.
Nell'edizione successiva, proseguita dal database "mindat.org" e chiamata Classificazione Strunz-mindat, la rathite mantiene la stessa classificazione all'interno della quale, oltre ai minerali già citati, si aggiunge l'argentodufrénoysite.
Anche nella Sistematica dei lapis (Lapis-Systematik) di Stefan Weiß la rathite è elencata nella classe dei "solfuri e solfosali" e da lì nella sottoclasse dei "solfosali (S : As,Sb,Bi = x)" dove si trova nella sezione dei "solfosali di piombo con As/Sb (x= 2,3 - 1,8)"; qui forma il sistema nº 	
II/E.25 insieme ad argentoliveingite, barikaite, carducciite, decatriasartorite, endecasartorite, enneasartorite, eptasartorite, guettardite, hyršlite, incomsartorite, liveingite, marumoite, polloneite, sartorite e twinnite.
Nella classificazione dei minerali secondo Dana, usata principalmente nel mondo anglosassone, la rathite si trova nella classe dei "solfuri e solfosali" e nella sottoclasse dei "solfosali con rapporto z/y = 2 e composizione (A+)i(A2+)j[ByCz], A = metalli, B = semimetalli, C = non metalli"; qui il minerale si trova nella sezione 03.07.12 dove è l'unico membro.

## Abito cristallino
La rathite cristallizza nel sistema monoclino nel gruppo spaziale P21/c (gruppo n ) con i parametri reticolari a = 8,496(1) Å, b = 7,969(1) Å, c = 25,122(3) Å e β = 100,704(2)°.

## Origine e giacitura
La rathite si trova in dolomia cristallina insieme ad altri minerali di piombo-arsenico-zolfo; qui è in paragenesi con liveingite, baumhauerite, sartorite, hutchinsonite, dufrénoysite, tennantite e pirite.
La rathite è un minerale piuttosto raro ed è stato trovato solo in pochi siti: la cava di "Lengenbach" (46.365°N 8.22111°E) nella valle di Binn (Canton Vallese, Svizzera), che è anche la località tipo; Crémenes, nella comunità autonoma di Castiglia e León (Spagna); nel distretto di Podil's'k (Ucraina).

## Forma in cui si presenta in natura
La rathite si presenta come cristalli da prismatici a prismatici corti e striati
paralleli a [100]; la sua lucentezza è metallica e il colore va dall'argento al grigio piombo, con superficie a volte iridescente. Il colore dello striscio è marrone-cioccolato.

## Il nome rathite per altri minerali
Il nome rathite è stato in passato usato per altri minerali, anche se poi è stata fatta chiarezza:
- rathite-I: era un termine generico che faceva riferimento sia alla rathite vera e propria, ma anche alla dufrénoysite.[12]
- rathite-II: ora è conosciuta e classificata come liveingite.[13]
- rathite-III: specie non riconosciuta dall'IMA e probabilmente identica alla dufrénoysite.[14]
- rathite-IV: ha formula PbAs2S4; i parametri di cella sono simili a quelli dell'argentoliveingite, che cristallizza nel sistema triclino-pseudomonoclino, ma la ratite-IV sembra essere monoclina.[15]
- rathite-V: identica alla sartorite.[16]
- rathite-1a: identica alla dufrénoysite.[17]
- α-Rathite: altro sinonimo di rathite.[18]